# Dražice (Jelenje)
Pour les articles homonymes, voir Dražice.
Dražice est une localité de Croatie située dans la municipalité de Jelenje, comitat de Primorje-Gorski Kotar. En 2001, la localité comptait 1 805 habitants.
Dražice est le centre administratif de la municipalité de Jelenje.

## Démographie
| 1948 | 1953 | 1961 | 1971 | 1981  | 1991  | 2001  |
| ---- | ---- | ---- | ---- | ----- | ----- | ----- |
| 742  | 670  | 751  | 995  | 1 367 | 1 665 | 1 805 |